# Kepler-35b
Kepler-35b of Kepler 35 AB(b) is een exoplaneet die om twee sterren draait. De ontdekking werd gedaan door de Kepler-satelliet. Hij bevindt zich op een afstand van 6254 lichtjaar en heeft 131 dagen nodig om een volledige baan rond beide sterren te beschrijven. Het is een gasreus met een lage dichtheid. Beide sterren hebben een massa die iets kleiner is dan die van de Zon, respectievelijk 81% en 89%. De aanwezigheid van twee sterren zorgt voor zeer grote verschillen in het klimaat op de planeet. 